# Raios crepusculares

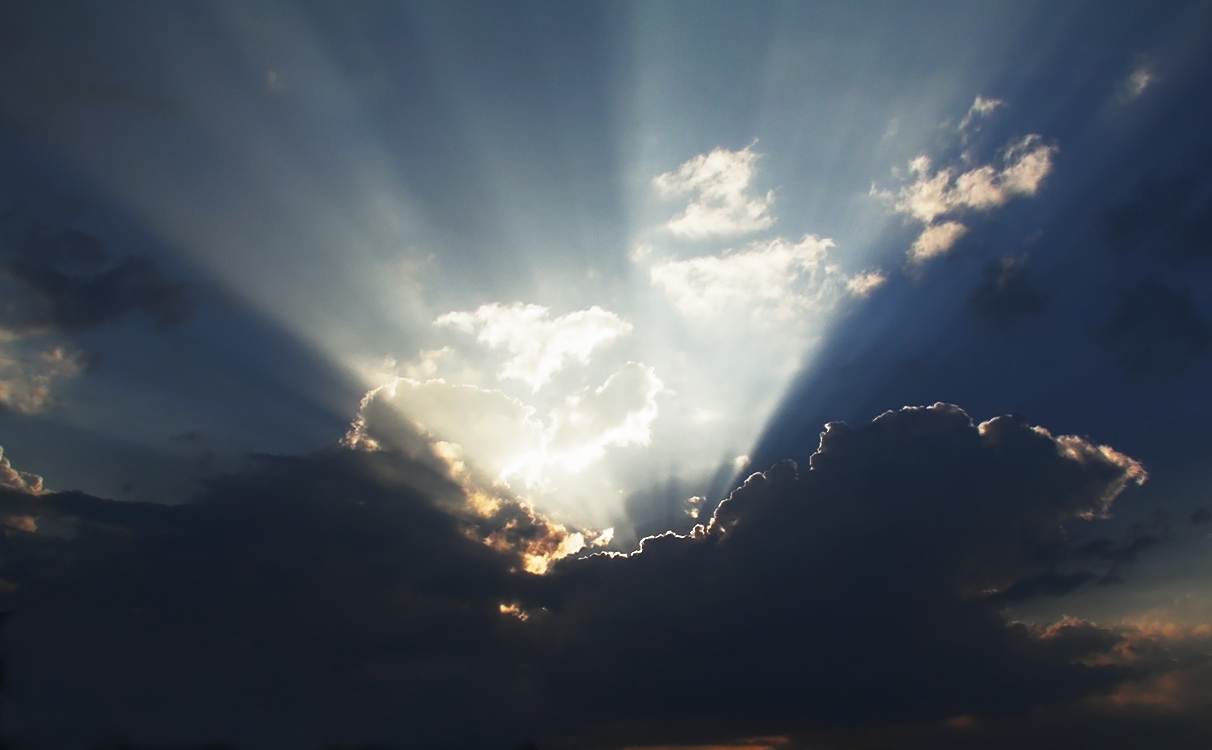
Raios crepusculares ao anoitecer.

Os raios crepusculares, em óptica atmosférica, são raios de luz solar que parecem irradiar a partir de um único ponto no céu. Estes raios, que fluem através de aberturas nas nuvens (principalmente em stratocumulus), ou entre outros objetos, referem-se a colunas de ar iluminado pelo sol disjuntos pelas áreas sombreadas de nuvens que entravam a luz. O nome sobreveio das frequentes ocorrências durante as horas crepusculares (no amanhecer e no entardecer), onde os contrastes entre luz e sombra são mais evidentes.
A palavra crepuscular teve origem no termo em latim crepusculum que significa - anoitecer.

## Aparência

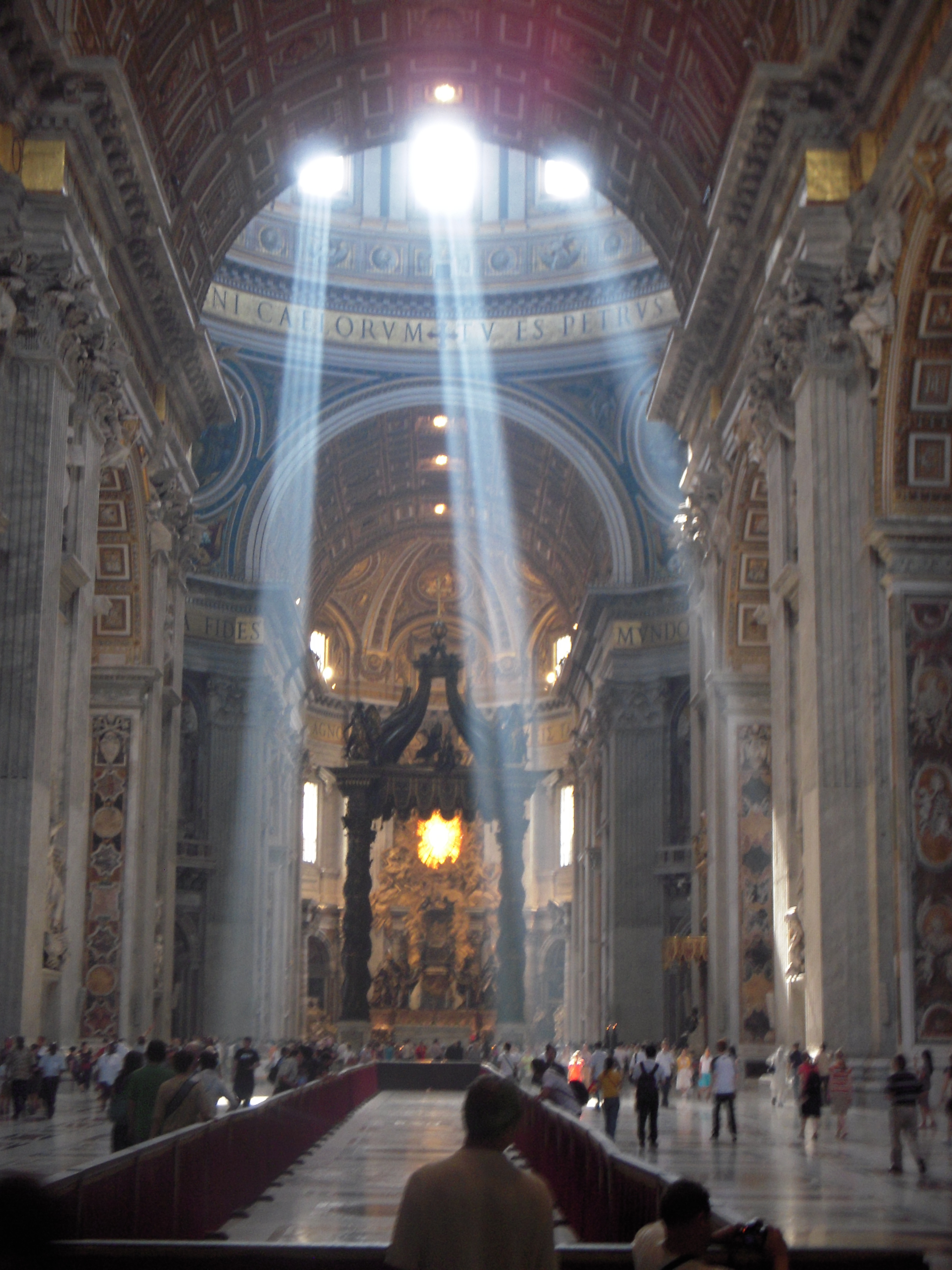
Raios crepuscular na Basílica de São Pedro.

Os raios crepusculares são praticamente paralelos, contudo parecem divergir devido à perspectiva linear. Este evento ocorre frequentemente quando objetos como montanhas ou nuvens, ocultam parcialmente os raios solares através da nebulosidade sobrepondo-se entre o ponto de convergência da luz e o ponto onde a imagem focalizada será projetada. Os vários compostos existentes no ar dispersam a luz do sol fazendo com que os mesmos sejam visíveis, devido à difração, reflexão e dispersão.
Os raios crepusculares podem também ser percetíveis de baixo de água, especialmente no Ártico onde surgem a partir das camadas e fissuras do gelo.
Existem três formas primárias de raios crepusculares:
- Aqueles que penetram as aberturas das nuvens mais baixas (stratocumulus), que são também chamadas de "Escadas de Jacob";
- Os raios que divergem por detrás de uma nuvem;
- E os raios pálidos, rosados ou avermelhados irradiados a partir do horizonte. Estes são muitas vezes confundidos com os pilares de luz.

Estes raios são comumente vistos ao amanhecer e ao anoitecer, quando as nuvens altas como os cumulonimbus assim como montanhas favorecem com maior eficácia a formação destes raios.